# Sandalus sauteri
Sandalus sauteri is een keversoort uit de familie Rhipiceridae. De wetenschappelijke naam van de soort is voor het eerst geldig gepubliceerd in 1924 door Emden.